# Lista de membros da Royal Society eleitos em 1857
Membros da Royal Society eleitos em 1857.

## Fellows
1. Lionel Smith Beale (1828-1906)
2. George Boole (1815-1864)
3. George Bowdler Buckton (1818-1905)
4. Thomas Davidson (1817-1885)
5. George Grote (1794-1871)
6. Rowland Hill (1795-1879)
7. Thomas Kirkman[3] (1806-1895)
8. William Marcet (1828-1900)
9. John Marshall (1818-1891)
10. Robert Angus Smith (1817-1884)
11. Andrew Smith (1797-1872)
12. Charles Piazzi Smyth (1819-1900)
13. Henry Clifton Sorby (1826-1908)
14. John Welsh (1824-1859)
15. Joseph Whitworth (1803-1887)[4]